# Championnat du monde de football juniors 1983
Navigation
Australie 1981 Union soviétique 1985
La Coupe du monde de football des moins de 20 ans 1983 est la 4e édition de la Coupe du monde de football des moins de 20 ans. Elle est organisée par le Mexique du 2 au 19 juin 1983. Seize équipes des différentes confédérations prennent part à la compétition, qualifiées par le biais des championnats organisés au niveau continental. Seuls les joueurs nés après le 1er janvier 1963 peuvent prendre part à la compétition.
Le grand favori, le Brésil est présent au rendez-vous de la finale et gagne son premier titre mondial de la catégorie, en disposant de son rival sud-américain, l'Argentine. Le dernier carré est complété par une équipe européenne, la Pologne et une équipe asiatique, la Corée du Sud, l'équipe surprise de la compétition.
Le premier tour voit la domination des équipes européennes et sud-américaines. L'Afrique déçoit une nouvelle fois puisque le Nigeria et la Côte d'Ivoire sont tous deux éliminés sans gloire au premier tour. Une nouvelle fois, le pays hôte est sorti rapidement : le Mexique accroche l'Australie puis chute face à l'Écosse et la Corée du Sud.
Comme souvent lors des compétitions organisées au Mexique, le tournoi remporte un grand succès dans les stades. Avec plus d'un million de spectateurs et une moyenne de plus de 36 000 personnes par match, l'édition 1983 reste à ce jour la Coupe du monde avec la moyenne de spectateurs la plus élevée.

## Pays qualifiés
| Confédération              | Tournoi qualificatif                                                                     | Qualifié(s)                                                       |
| -------------------------- | ---------------------------------------------------------------------------------------- | ----------------------------------------------------------------- |
| AFC (Asie)                 | Coupe d'Asie des nations de football des moins de 19 ans 1983                            | Corée du Sud Chine                                                |
| CAF (Afrique)              | Coupe d'Afrique des nations junior 1983                                                  | Côte d'Ivoire Nigeria                                             |
| CONCACAF                   | Championnat d'Amérique du Nord, centrale et Caraïbe de football des moins de 20 ans 1982 | États-Unis                                                        |
| CONMEBOL (Amérique du Sud) | Championnat des moins de 20 ans de la CONMEBOL 1983                                      | Brésil Argentine Uruguay                                          |
| UEFA (Europe)              | Championnat d'Europe de football des moins de 19 ans 1982                                | Pologne Union soviétique Autriche Écosse Tchécoslovaquie Pays-Bas |
| OFC (Océanie)              | Championnat d'Océanie de football des moins de 20 ans 1982                               | Australie                                                         |
| CONCACAF                   | Qualifié d'office en tant que pays hôte                                                  | Mexique                                                           |

## Villes et stades
| Villes      | Stades                     | Capacité |
| ----------- | -------------------------- | -------- |
| Mexico      | Estadio Azteca             | 105 000  |
| Guadalajara | Estadio Jalisco            | 56 700   |
| Irapuato    | Estadio Sergio León Chávez | 24 000   |
| León        | Estadio Nou Camp           | 30 000   |
| Monterrey   | Estadio Tecnológico        | 33 400   |
| Puebla      | Estadio Cuauhtémoc         | 46 900   |
| Toluca      | Estadio Nemesio Díez       | 30 000   |

## Premier tour

### Groupe A
| Classement final |              |     |   |   |   |   |    |    |      |
|                  | Équipe       | Pts | J | G | N | P | BP | BC | Diff |
| 1                | Écosse       | 4   | 3 | 2 | 0 | 1 | 4  | 2  | +2   |
| 2                | Corée du Sud | 4   | 3 | 2 | 0 | 1 | 4  | 4  | 0    |
| 3                | Australie    | 3   | 3 | 1 | 1 | 1 | 4  | 4  | 0    |
| 4                | Mexique      | 1   | 3 | 0 | 1 | 2 | 2  | 4  | -2   |

| 2 juin | Australie    | 1 | 1 | Mexique      |
| 3 juin | Écosse       | 2 | 0 | Corée du Sud |
| 5 juin | Corée du Sud | 2 | 1 | Mexique      |
|        | Écosse       | 1 | 2 | Australie    |
| 8 juin | Corée du Sud | 2 | 1 | Australie    |
|        | Écosse       | 1 | 0 | Mexique      |

1re journée
| 2 juin 1983 | Australie  | 1 - 1 | Mexique    | Estadio Azteca, Mexico                          |                                                 |
| 21:00       | Farina 73e |       | Bernal 16e | Spectateurs : 108 900 Arbitrage : Gérard Biguet | Spectateurs : 108 900 Arbitrage : Gérard Biguet |
| 21:00       | (Rapport)  |       |            | Spectateurs : 108 900 Arbitrage : Gérard Biguet | Spectateurs : 108 900 Arbitrage : Gérard Biguet |

| 3 juin 1983 | Écosse          | 2 - 0 | Corée du Sud | Estadio Nemesio Díez, Toluca                    |                                                 |
| 15:00       | Dobbin 62e, 78e |       |              | Spectateurs : 26 191 Arbitrage : Edward Bellion | Spectateurs : 26 191 Arbitrage : Edward Bellion |
| 15:00       | (Rapport)       |       |              | Spectateurs : 26 191 Arbitrage : Edward Bellion | Spectateurs : 26 191 Arbitrage : Edward Bellion |

2e journée
| 5 juin 1983 | Corée du Sud                     | 2 - 1 | Mexique   | Estadio Azteca, Mexico                      |                                             |
| 12:00       | No In-Woo 29e · Shin Yeon-Ho 89e |       | Reyna 10e | Spectateurs : 71 198 Arbitrage : Jan Keizer | Spectateurs : 71 198 Arbitrage : Jan Keizer |
| 12:00       | (Rapport)                        |       |           | Spectateurs : 71 198 Arbitrage : Jan Keizer | Spectateurs : 71 198 Arbitrage : Jan Keizer |

| 5 juin 1983 | Écosse     | 1 - 2 | Australie                     | Estadio Nemesio Díez, Toluca                     |                                                  |
| 16:00       | McStay 61e |       | Incantalupo 52e · Patikas 87e | Spectateurs : 22 111 Arbitrage : Carlos Esposito | Spectateurs : 22 111 Arbitrage : Carlos Esposito |
| 16:00       | (Rapport)  |       |                               | Spectateurs : 22 111 Arbitrage : Carlos Esposito | Spectateurs : 22 111 Arbitrage : Carlos Esposito |

3e journée
| 8 juin 1983 | Corée du Sud                        | 2 - 1 | Australie | Estadio Nemesio Díez, Toluca                     |                                                  |
| 16:00       | Kim Jong-Kon 16e · Kim Jong-Boo 34e |       | Brown 53e | Spectateurs : 24 812 Arbitrage : Horst Brummeier | Spectateurs : 24 812 Arbitrage : Horst Brummeier |
| 16:00       | (Rapport)                           |       |           | Spectateurs : 24 812 Arbitrage : Horst Brummeier | Spectateurs : 24 812 Arbitrage : Horst Brummeier |

| 8 juin 1983 | Écosse     | 1 - 0 | Mexique | Estadio Azteca, Mexico                                      |                                                             |
| 20:00       | Clarke 45e |       |         | Spectateurs : 86 582 Arbitrage : Luís Carlos Félix Ferreira | Spectateurs : 86 582 Arbitrage : Luís Carlos Félix Ferreira |
| 20:00       | (Rapport)  |       |         | Spectateurs : 86 582 Arbitrage : Luís Carlos Félix Ferreira | Spectateurs : 86 582 Arbitrage : Luís Carlos Félix Ferreira |

### Groupe B
| Classement final |               |     |   |   |   |   |    |    |      |
|                  | Équipe        | Pts | J | G | N | P | BP | BC | Diff |
| 1                | Uruguay       | 5   | 3 | 2 | 1 | 0 | 6  | 3  | +3   |
| 2                | Pologne       | 4   | 3 | 2 | 0 | 1 | 10 | 5  | +5   |
| 3                | États-Unis    | 2   | 3 | 1 | 0 | 2 | 3  | 5  | -2   |
| 4                | Côte d'Ivoire | 1   | 3 | 0 | 1 | 2 | 2  | 8  | -6   |

| 3 juin | Pologne    | 7 | 2 | Côte d'Ivoire |
|        | Uruguay    | 3 | 2 | États-Unis    |
| 5 juin | États-Unis | 1 | 0 | Côte d'Ivoire |
| 6 juin | Uruguay    | 3 | 1 | Pologne       |
| 8 juin | Pologne    | 2 | 0 | États-Unis    |
|        | Uruguay    | 0 | 0 | Côte d'Ivoire |

1re journée
| 3 juin 1983 | Pologne                                                                     | 7 - 2 | Côte d'Ivoire        | Estadio Cuauhtémoc, Puebla                    |                                               |
| 14:00       | Klemenz 4e, 21e, 51e · Gorgon 22e · Wraga 48e · Myslinski 59e · Lesniak 85e |       | Didi 67e · Kassy 80e | Spectateurs : 14 130 Arbitrage : Daqiao Zhang | Spectateurs : 14 130 Arbitrage : Daqiao Zhang |
| 14:00       | (Rapport)                                                                   |       |                      | Spectateurs : 14 130 Arbitrage : Daqiao Zhang | Spectateurs : 14 130 Arbitrage : Daqiao Zhang |

| 3 juin 1983 | Uruguay                     | 3 - 2 | États-Unis             | Estadio Jalisco, Guadalajara                |                                             |
| 19:00       | Aguilera 2e · Sosa 57e, 64e |       | Hooker 60e · Perez 67e | Spectateurs : 17 821 Arbitrage : Ivan Gregr | Spectateurs : 17 821 Arbitrage : Ivan Gregr |
| 19:00       | (Rapport)                   |       |                        | Spectateurs : 17 821 Arbitrage : Ivan Gregr | Spectateurs : 17 821 Arbitrage : Ivan Gregr |

2e journée
| 5 juin 1983 | États-Unis     | 1 - 0 | Côte d'Ivoire | Estadio Cuauhtémoc, Puebla                    |                                               |
| 14:00       | Gelnovatch 79e |       |               | Spectateurs : 11 836 Arbitrage : Cesar Pagano | Spectateurs : 11 836 Arbitrage : Cesar Pagano |
| 14:00       | (Rapport)      |       |               | Spectateurs : 11 836 Arbitrage : Cesar Pagano | Spectateurs : 11 836 Arbitrage : Cesar Pagano |

| 6 juin 1983 | Uruguay                         | 3 - 1 | Pologne     | Estadio Nou Camp, León                           |                                                  |
| 17:00       | Zalazar 52e · Aguilera 54e, 66e |       | Klemenz 57e | Spectateurs : 23 117 Arbitrage : Mohamed Larache | Spectateurs : 23 117 Arbitrage : Mohamed Larache |
| 17:00       | (Rapport)                       |       |             | Spectateurs : 23 117 Arbitrage : Mohamed Larache | Spectateurs : 23 117 Arbitrage : Mohamed Larache |

3e journée
| 8 juin 1983 | Pologne                       | 2 - 0 | États-Unis | Estadio Cuauhtémoc, Puebla                      |                                                 |
| 14:00       | Lesniak 76e · Szczepanski 85e |       |            | Spectateurs : 16 103 Arbitrage : Okubule Eestus | Spectateurs : 16 103 Arbitrage : Okubule Eestus |
| 14:00       | (Rapport)                     |       |            | Spectateurs : 16 103 Arbitrage : Okubule Eestus | Spectateurs : 16 103 Arbitrage : Okubule Eestus |

| 8 juin 1983 | Uruguay   | 0 - 0 | Côte d'Ivoire | Estadio Sergio León Chávez, Irapuato       |                                            |
| 15:00       |           |       |               | Spectateurs : 15 317 Arbitrage : Lee Do-Ha | Spectateurs : 15 317 Arbitrage : Lee Do-Ha |
| 15:00       | (Rapport) |       |               | Spectateurs : 15 317 Arbitrage : Lee Do-Ha | Spectateurs : 15 317 Arbitrage : Lee Do-Ha |

### Groupe C
| Classement final |                 |     |   |   |   |   |    |    |      |
|                  | Équipe          | Pts | J | G | N | P | BP | BC | Diff |
| 1                | Argentine       | 6   | 3 | 3 | 0 | 0 | 10 | 0  | +10  |
| 2                | Tchécoslovaquie | 4   | 3 | 2 | 0 | 1 | 7  | 4  | +3   |
| 3                | Chine           | 2   | 3 | 1 | 0 | 2 | 5  | 8  | -3   |
| 4                | Autriche        | 0   | 3 | 0 | 0 | 3 | 0  | 10 | -10  |

| 4 juin | Argentine       | 5 | 0 | Chine           |
|        | Tchécoslovaquie | 4 | 0 | Autriche        |
| 7 juin | Tchécoslovaquie | 3 | 2 | Chine           |
|        | Argentine       | 3 | 0 | Autriche        |
| 9 juin | Chine           | 3 | 0 | Autriche        |
|        | Argentine       | 2 | 0 | Tchécoslovaquie |

1re journée
| 4 juin 1983 | Argentine                                                         | 5 - 0 | Chine | Estadio Azteca, Mexico                             |                                                    |
| 14:00       | Gabrich 16e · García 53e · Dertycia 70e · Zárate 81e · Acosta 89e |       |       | Spectateurs : 19 376 Arbitrage : Hernán Silva Arce | Spectateurs : 19 376 Arbitrage : Hernán Silva Arce |
| 14:00       | (Rapport)                                                         |       |       | Spectateurs : 19 376 Arbitrage : Hernán Silva Arce | Spectateurs : 19 376 Arbitrage : Hernán Silva Arce |

| 4 juin 1983 | Tchécoslovaquie                       | 4 - 0 | Autriche | Estadio Cuauhtémoc, Puebla                        |                                                   |
| 19:00       | Kula 9e, 71e · Karoch 48e · Hirko 89e |       |          | Spectateurs : 21 112 Arbitrage : Romualdas Yushka | Spectateurs : 21 112 Arbitrage : Romualdas Yushka |
| 19:00       | (Rapport)                             |       |          | Spectateurs : 21 112 Arbitrage : Romualdas Yushka | Spectateurs : 21 112 Arbitrage : Romualdas Yushka |

2e journée
| 7 juin 1983 | Tchécoslovaquie            | 3 - 2 | Chine                        | Estadio Sergio León Chávez, Irapuato      |                                           |
| 15:00       | Dostal 34e, 89e · Kula 75e |       | Mai Chao 49e · Li Huayun 56e | Spectateurs : 15 317 Arbitrage : M. Karim | Spectateurs : 15 317 Arbitrage : M. Karim |
| 15:00       | (Rapport)                  |       |                              | Spectateurs : 15 317 Arbitrage : M. Karim | Spectateurs : 15 317 Arbitrage : M. Karim |

| 7 juin 1983 | Argentine                     | 3 - 0 | Chine | Estadio Nou Camp, León                          |                                                 |
| 19:00       | Gabrich 13e, 28e · Zárate 20e |       |       | Spectateurs : 31 144 Arbitrage : Brian McGinlay | Spectateurs : 31 144 Arbitrage : Brian McGinlay |
| 19:00       | (Rapport)                     |       |       | Spectateurs : 31 144 Arbitrage : Brian McGinlay | Spectateurs : 31 144 Arbitrage : Brian McGinlay |

3e journée
| 9 juin 1983 | Chine                                          | 3 - 0 | Autriche | Estadio Sergio León Chávez, Irapuato             |                                                  |
| 15:00       | Liu Haiguang 48e · Guo Yijun 79e · Duan Ju 88e |       |          | Spectateurs : 15 317 Arbitrage : Chris Bambridge | Spectateurs : 15 317 Arbitrage : Chris Bambridge |
| 15:00       | (Rapport)                                      |       |          | Spectateurs : 15 317 Arbitrage : Chris Bambridge | Spectateurs : 15 317 Arbitrage : Chris Bambridge |

| 9 juin 1983 | Argentine                   | 2 - 0 | Tchécoslovaquie | Estadio Nou Camp, León                        |                                               |
| 17:00       | Vanemerak 15e · Gabrich 77e |       |                 | Spectateurs : 14 143 Arbitrage : Bernard Grah | Spectateurs : 14 143 Arbitrage : Bernard Grah |
| 17:00       | (Rapport)                   |       |                 | Spectateurs : 14 143 Arbitrage : Bernard Grah | Spectateurs : 14 143 Arbitrage : Bernard Grah |

### Groupe D
| Classement final |                  |     |   |   |   |   |    |    |      |
|                  | Équipe           | Pts | J | G | N | P | BP | BC | Diff |
| 1                | Brésil           | 5   | 3 | 2 | 1 | 0 | 6  | 2  | +4   |
| 2                | Pays-Bas         | 4   | 3 | 1 | 2 | 0 | 4  | 3  | +1   |
| 3                | Nigeria          | 3   | 3 | 1 | 1 | 1 | 1  | 3  | -2   |
| 4                | Union soviétique | 0   | 3 | 0 | 0 | 3 | 3  | 6  | -3   |

| 3 juin | Nigeria  | 1 | 0 | Union soviétique |
| 4 juin | Brésil   | 1 | 1 | Pays-Bas         |
| 6 juin | Brésil   | 3 | 0 | Nigeria          |
|        | Pays-Bas | 3 | 2 | Union soviétique |
| 9 juin | Brésil   | 2 | 1 | Union soviétique |
|        | Pays-Bas | 0 | 0 | Nigeria          |

1re journée
| 3 juin 1983 | Nigeria         | 1 - 0 | Union soviétique | Estadio Tecnológico, Monterrey                          |                                                         |
| 14:00       | Okoronwanta 78e |       |                  | Spectateurs : 37 837 Arbitrage : Fermín Ramírez Zermeno | Spectateurs : 37 837 Arbitrage : Fermín Ramírez Zermeno |
| 14:00       | (Rapport)       |       |                  | Spectateurs : 37 837 Arbitrage : Fermín Ramírez Zermeno | Spectateurs : 37 837 Arbitrage : Fermín Ramírez Zermeno |

| 4 juin 1983 | Brésil            | 1 - 1 | Pays-Bas | Estadio Jalisco, Guadalajara                  |                                               |
| 19:00       | Geovani Silva 77e |       | Been 49e | Spectateurs : 68 130 Arbitrage : Rolf Ericson | Spectateurs : 68 130 Arbitrage : Rolf Ericson |
| 19:00       | (Rapport)         |       |          | Spectateurs : 68 130 Arbitrage : Rolf Ericson | Spectateurs : 68 130 Arbitrage : Rolf Ericson |

2e journée
| 6 juin 1983 | Brésil                                            | 3 - 0 | Nigeria | Estadio Jalisco, Guadalajara                        |                                                     |
| 19:00       | Gilmar Popoca 7e · Santos 32e · Geovani Silva 43e |       |         | Spectateurs : 41 182 Arbitrage : Carlos Luis Alfaro | Spectateurs : 41 182 Arbitrage : Carlos Luis Alfaro |
| 19:00       | (Rapport)                                         |       |         | Spectateurs : 41 182 Arbitrage : Carlos Luis Alfaro | Spectateurs : 41 182 Arbitrage : Carlos Luis Alfaro |

| 6 juin 1983 | Pays-Bas                             | 3 - 2 | Union soviétique           | Estadio Tecnológico, Monterrey                            |                                                           |
| 21:00       | Duut 12e · Been 48e · Van Basten 49e |       | Salimov 40e · Protasov 46e | Spectateurs : 27 136 Arbitrage : José Luis Martínez Bazán | Spectateurs : 27 136 Arbitrage : José Luis Martínez Bazán |
| 21:00       | (Rapport)                            |       |                            | Spectateurs : 27 136 Arbitrage : José Luis Martínez Bazán | Spectateurs : 27 136 Arbitrage : José Luis Martínez Bazán |

3e journée
| 9 juin 1983 | Brésil                               | 2 - 1 | Union soviétique | Estadio Jalisco, Guadalajara                   |                                                |
| 19:00       | Agapov 47e (csc) · Geovani Silva 80e |       | Litovchenko 87e  | Spectateurs : 31 380 Arbitrage : Keith Hackett | Spectateurs : 31 380 Arbitrage : Keith Hackett |
| 19:00       | (Rapport)                            |       |                  | Spectateurs : 31 380 Arbitrage : Keith Hackett | Spectateurs : 31 380 Arbitrage : Keith Hackett |

| 9 juin 1983 | Pays-Bas  | 0 - 0 | Nigeria | Estadio Tecnológico, Monterrey                  |                                                 |
| 21:00       |           |       |         | Spectateurs : 41 283 Arbitrage : Andrzej Libich | Spectateurs : 41 283 Arbitrage : Andrzej Libich |
| 21:00       | (Rapport) |       |         | Spectateurs : 41 283 Arbitrage : Andrzej Libich | Spectateurs : 41 283 Arbitrage : Andrzej Libich |

## Tableau final
|  | Quarts de finale      | Quarts de finale      |                       |                       | Demi-finales           | Demi-finales           |   |  | Finale           | Finale           |
|  | Quarts de finale      | Quarts de finale      |                       |                       | Demi-finales           | Demi-finales           |   |  | Finale           | Finale           |
|  |                       |                       |                       |                       |                        |                        |   |  |                  |                  |
|  | 11 Juin / Mexico      | 11 Juin / Mexico      |                       |                       | 15 Juin / Mexico       | 15 Juin / Mexico       |   |  | 19 Juin / Mexico | 19 Juin / Mexico |
|  | 11 Juin / Mexico      | 11 Juin / Mexico      |                       |                       | 15 Juin / Mexico       | 15 Juin / Mexico       |   |  | 19 Juin / Mexico | 19 Juin / Mexico |
|  | Écosse                | 0                     |                       |                       | 15 Juin / Mexico       | 15 Juin / Mexico       |   |  | 19 Juin / Mexico | 19 Juin / Mexico |
|  | Écosse                | 0                     |                       |                       | 15 Juin / Mexico       | 15 Juin / Mexico       |   |  | 19 Juin / Mexico | 19 Juin / Mexico |
|  | Pologne               | 1                     |                       |                       | 15 Juin / Mexico       | 15 Juin / Mexico       |   |  | 19 Juin / Mexico | 19 Juin / Mexico |
|  | Pologne               | 1                     | Pologne               | 0                     |                        |                        |   |  | 19 Juin / Mexico | 19 Juin / Mexico |
|  | 12 Juin / León        |                       | Pologne               | 0                     |                        |                        |   |  | 19 Juin / Mexico | 19 Juin / Mexico |
|  |                       | Argentine             | 1                     |                       |                        |                        |   |  | 19 Juin / Mexico | 19 Juin / Mexico |
|  | Argentine             | Argentine             | 1                     | 2                     |                        |                        |   |  | 19 Juin / Mexico | 19 Juin / Mexico |
|  | Argentine             |                       |                       | 2                     |                        |                        |   |  | 19 Juin / Mexico | 19 Juin / Mexico |
|  | Pays-Bas              | 1                     |                       |                       |                        |                        |   |  | 19 Juin / Mexico | 19 Juin / Mexico |
|  | Pays-Bas              | 1                     | Argentine             | 0                     |                        |                        |   |  |                  |                  |
|  | 11 Juin / Monterrey   |                       | Argentine             | 0                     |                        |                        |   |  |                  |                  |
|  |                       | Brésil                | 1                     |                       |                        |                        |   |  |                  |                  |
|  | Uruguay               | Brésil                | 1                     | 1                     |                        |                        |   |  |                  |                  |
|  | Uruguay               | 15 Juin / Monterrey   |                       | 1                     |                        |                        |   |  |                  |                  |
|  | Corée du Sud          | 2 ap                  |                       |                       |                        |                        |   |  |                  |                  |
|  | Corée du Sud          | 2 ap                  | Corée du Sud          | 1                     |                        |                        |   |  |                  |                  |
|  | 12 Juin / Guadalajara | 12 Juin / Guadalajara | Corée du Sud          | 1                     | Match pour la 3e place | Match pour la 3e place |   |  |                  |                  |
|  | 12 Juin / Guadalajara | 12 Juin / Guadalajara |                       | Brésil                | Match pour la 3e place | Match pour la 3e place | 2 |  |                  |                  |
|  | Brésil                | 4                     | 18 Juin / Guadalajara | 18 Juin / Guadalajara |                        |                        | 2 |  |                  |                  |
|  | Brésil                | 4                     | 18 Juin / Guadalajara | 18 Juin / Guadalajara |                        |                        |   |  |                  |                  |
|  | Tchécoslovaquie       | 1                     |                       | Pologne               | 2 ap                   |                        |   |  |                  |                  |
|  | Tchécoslovaquie       | 1                     |                       | Pologne               | 2 ap                   |                        |   |  |                  |                  |
|  |                       |                       |                       |                       |                        |                        |   |  | Corée du Sud     | 1                |
|  |                       |                       |                       |                       |                        |                        |   |  | Corée du Sud     | 1                |

### Quarts de finale
| 11 juin 1983 | Écosse    | 0 - 1 | Pologne    | Estadio Azteca, Mexico                         |                                                |
| 12:00        |           |       | Klemenz 5e | Spectateurs : 11 986 Arbitrage : Gérard Biguet | Spectateurs : 11 986 Arbitrage : Gérard Biguet |
| 12:00        | (Rapport) |       |            | Spectateurs : 11 986 Arbitrage : Gérard Biguet | Spectateurs : 11 986 Arbitrage : Gérard Biguet |

| 11 juin 1983 | Uruguay      | 1 - 2 a.p. | Corée du Sud           | Estadio Tecnológico, Monterrey                      |                                                     |
| 17:00        | Martínez 71e |            | Shin Yeon-Ho 54e, 104e | Spectateurs : 11 986 Arbitrage : Carlos Luis Alfaro | Spectateurs : 11 986 Arbitrage : Carlos Luis Alfaro |
| 17:00        | (Rapport)    |            |                        | Spectateurs : 11 986 Arbitrage : Carlos Luis Alfaro | Spectateurs : 11 986 Arbitrage : Carlos Luis Alfaro |

| 12 juin 1983 | Argentine               | 2 - 1 | Pays-Bas      | Estadio Nou Camp, León                         |                                                |
| 12:00        | Borelli 65e · Gaona 90e |       | Van Basten 4e | Spectateurs : 24 830 Arbitrage : Keith Hackett | Spectateurs : 24 830 Arbitrage : Keith Hackett |
| 12:00        | (Rapport)               |       |               | Spectateurs : 24 830 Arbitrage : Keith Hackett | Spectateurs : 24 830 Arbitrage : Keith Hackett |

| 12 juin 1983 | Brésil                                          | 4 - 1 | Tchécoslovaquie | Estadio Jalisco, Guadalajara                            |                                                         |
| 12:00        | Dunga 18e · Bebeto 29e · Geovani Silva 40e, 60e |       | Dostal 6e       | Spectateurs : 36 183 Arbitrage : Fermín Ramírez Zermeno | Spectateurs : 36 183 Arbitrage : Fermín Ramírez Zermeno |
| 12:00        | (Rapport)                                       |       |                 | Spectateurs : 36 183 Arbitrage : Fermín Ramírez Zermeno | Spectateurs : 36 183 Arbitrage : Fermín Ramírez Zermeno |

### Demi-finales
| 15 juin 1983 | Pologne   | 0 - 1 | Argentine  | Estadio Azteca, Mexico                                    |                                                           |
| 17:00        |           |       | Zárate 59e | Spectateurs : 39 896 Arbitrage : José Luis Martínez Bazán | Spectateurs : 39 896 Arbitrage : José Luis Martínez Bazán |
| 17:00        | (Rapport) |       |            | Spectateurs : 39 896 Arbitrage : José Luis Martínez Bazán | Spectateurs : 39 896 Arbitrage : José Luis Martínez Bazán |

| 15 juin 1983 | Corée du Sud     | 1 - 2 | Brésil                         | Estadio Tecnológico, Monterrey              |                                             |
| 17:00        | Kim Jong-Boo 14e |       | Gilmar Popoca 22e · Santos 81e | Spectateurs : 55 914 Arbitrage : Jan Keizer | Spectateurs : 55 914 Arbitrage : Jan Keizer |
| 17:00        | (Rapport)        |       |                                | Spectateurs : 55 914 Arbitrage : Jan Keizer | Spectateurs : 55 914 Arbitrage : Jan Keizer |

### Match pour la troisième place
| 18 juin 1983 | Pologne                       | 2 - 1 a.p. | Corée du Sud    | Estadio Jalisco, Guadalajara                                |                                                             |
| 17:00        | Krauze 77e · Szczepanski 103e |            | Lee Ki-Keun 37e | Spectateurs : 35 000 Arbitrage : Luís Carlos Félix Ferreira | Spectateurs : 35 000 Arbitrage : Luís Carlos Félix Ferreira |
| 17:00        | (Rapport)                     |            |                 | Spectateurs : 35 000 Arbitrage : Luís Carlos Félix Ferreira | Spectateurs : 35 000 Arbitrage : Luís Carlos Félix Ferreira |

### Finale
| 19 juin 1983 | Argentine | 0 - 1 | Brésil            | Estadio Azteca, Mexico                          |                                                 |
| 12:00        |           |       | Geovani Silva 39e | Spectateurs : 110 000 Arbitrage : Gérard Biguet | Spectateurs : 110 000 Arbitrage : Gérard Biguet |
| 12:00        | (Rapport) |       |                   | Spectateurs : 110 000 Arbitrage : Gérard Biguet | Spectateurs : 110 000 Arbitrage : Gérard Biguet |

| Coupe du monde de football des moins de 20 ans 1983 Brésil Premier titre |

## Récompenses
| Ballon d'or       | Ballon d'or      | Ballon d'or        |
| ----------------- | ---------------- | ------------------ |
| Geovani Silva     |                  |                    |
| Soulier d'or      | Soulier d'argent | Soulier de bronze  |
| Geovani Silva     | Joachim Klemenz  | Jorge Luis Gabrich |
| 6 buts            | 5 buts           | 4 buts             |
| Prix du Fair-Play |                  |                    |
| Corée du Sud      |                  |                    |